# Eucyclops puteincola
Eucyclops puteincola – gatunek widłonoga z rodziny Cyclopidae.
Pierwszy opis naukowy gatunku opublikował w 1981 roku niemiecki zoolog Friedrich Kiefer. Miejsce typowe to studnia o głębokości 25 m w Hims (Homs) w Syrii. Okazy typowe (wiele samic i samców) zebrano w czerwcu 1971 roku podczas włoskiej ekspedycji badawczej na Bliski Wschód. Epitet gatunkowy pochodzi z łaciny: puteus – „cysterna, studnia”, incola – „mieszkaniec”.